# レジスタントプロテイン

レジスタントプロテイン（Resistant protein）とは、体内の消化酵素で分解されにくく食物繊維様の生理機能を有するタンパク質である。

## 特長
レジスタントプロテインはタンパク質でありながら食物繊維の様な生理機能を示すと想定される食品成分である。

## 性質
食品中に含まれるタンパク質は体内で消化酵素により分解され、アミノ酸として腸管より吸収される。 しかしレジスタントプロテインは消化酵素による分解を受けにくく栄養源として吸収されにくい。